# 水府增一
金牛座133，又名BD+13 979，HD 38622、SAO 94864、HR 1993，是金牛座的一颗恒星，视星等为5.29，位于銀經193.17，銀緯-7.33，其B1900.0坐标为赤經5h 42m 2.6s，赤緯+13° -7.33′ 48″。